# Котельниківська сільська рада
Коте́льниківська сільська́ ра́да — адміністративно-територіальна одиниця та орган місцевого самоврядування у Красногвардійському районі Автономної Республіки Крим. Адміністративний центр — село Котельникове.

## Загальні відомості
- Населення ради: 2 341 особа (станом на 2001 рік)

## Населені пункти
Сільській раді були підпорядковані населені пункти:
- с. Котельникове
- с. Дібрівське
- с. Машине

## Склад ради
Рада складалася з 18 депутатів та голови.
- Голова ради: Гуменюк Володимир Іванович
- Секретар ради: Єпонешнікова Ірина Миколаївна

### Керівний склад попередніх скликань
| Прізвище, ім'я, по батькові | Основні відомості                                                         | Дата обрання | Дата звільнення |
| --------------------------- | ------------------------------------------------------------------------- | ------------ | --------------- |
| Гуменюк Володимир Іванович  | Сільський голова, 1958 року народження, освіта вища, безпартійний         | 26.03.2006   | 31.10.2010      |
| Гуменюк Володимир Іванович  | Сільський голова, 1958 року народження, освіта вища, член Партії регіонів | 31.10.2010   |                 |

Примітка: таблиця складена за даними сайту Верховної Ради України

### Депутати
За результатами місцевих виборів 2010 року депутатами ради стали:

#### За суб'єктами висування
| Суб'єкт висування                 | Кількість обраних депутатів | %    |
| --------------------------------- | --------------------------- | ---- |
| Самовисування                     | 17                          | 94,4 |
| Політична партія «Руська Єдність» | 1                           | 5,6  |

#### За округами
| № округу                          | Прізвище, ім'я, по батькові      | Дата визнання обраним | Освіта  | Партійна приналежність            | Відомості про обраного депутата               |
| --------------------------------- | -------------------------------- | --------------------- | ------- | --------------------------------- | --------------------------------------------- |
| Політична партія «Руська Єдність» |                                  |                       |         |                                   |                                               |
| 11                                | Черкесова Наталя Миколаївна      | 05.11.2010            | середня | позапартійна                      | тимчасово не працює                           |
| Самовисування                     |                                  |                       |         |                                   |                                               |
| 1                                 | Садикова Зоре Едемівна           | 05.11.2010            | вища    | позапартійна                      | Котельниківська СОШ, вчитель-логопед          |
| 2                                 | Абдураімова Мудепіре Ебідарівна  | 05.11.2010            | середня | позапартійна                      | Котельниківська сільська рада, землевпорядник |
| 3                                 | Пархоменко Людмила Володимирівна | 05.11.2010            | середня | позапартійна                      | ООО «Птицекомплекс — Агро», працівник         |
| 4                                 | Єпонешнікова Ірина Миколаївна    | 05.11.2010            | середня | позапартійна                      | Котельниківська сільська рада, секретар       |
| 5                                 | Каплун Світлана Іванівна         | 05.11.2010            | середня | позапартійна                      | Котельниківська сільська рада, інспектор ВОС  |
| 6                                 | Мудрова Галина Анатоліївна       | 05.11.2010            | середня | позапартійна                      | тимчасово не працює                           |
| 7                                 | Корсунський Валерій Вікторович   | 05.11.2010            | середня | позапартійний                     | ООО «Птицекомплекс — Агро», водій             |
| 8                                 | Червякова Зінаїда Іванівна       | 05.11.2010            | вища    | позапартійна                      | пенсіонер                                     |
| 9                                 | Пинько Марина Миколаївна         | 05.11.2010            | середня | позапартійна                      | тимчасово не працює                           |
| 10                                | Пинько Олексій Олександрович     | 05.11.2010            | середня | позапартійний                     | ООО «Птицекомплекс — Агро», водій             |
| 12                                | Юзва Олександр Михайлович        | 05.11.2010            | середня | позапартійний                     | ООО «Мегаполіс — плюс», енергетик             |
| 13                                | Балик Анатолій Анатолійович      | 05.11.2010            | вища    | позапартійний                     | Красногвардійська КУОС, машиніст              |
| 14                                | Олкінян Армен Михайлович         | 05.11.2010            | середня | позапартійний                     | Красногвардійська КУОС, машиніст              |
| 15                                | Скорецька Зоя Миколаївна         | 05.11.2010            | середня | член Комуністичної партії України | пенсіонер                                     |
| 16                                | Залізінська Зоя Миколаївна       | 05.11.2010            | середня | позапартійна                      | Дібрівська бібліотека, завідуча               |
| 17                                | Авакян Зограб Максимович         | 05.11.2010            | середня | позапартійний                     | ЧП «Крим — бумага», начальник зміни           |
| 18                                | Селюкін Єгор Васильович          | 05.11.2010            | середня | позапартійний                     | фермерське господарство, голова               |